# IHC Králové Písek
Pour les articles homonymes, voir IHC.
Le IHC Králové Písek est un club de hockey sur glace de Písek en République tchèque. Il évolue dans la 2. liga, le troisième échelon tchèque.

## Historique
Le club est créé en 1990 de la fusion des deux clubs de la ville le VTJ Písek et le JITEX Písek, deux clubs historiques du début du siècle.

## Palmarès
- Vainqueur de la 2. liga : 1994.